# Carl Friedrich von Pfeil und Klein-Ellguth
Carl Friedrich Graf von Pfeil und Klein-Ellguth (geb. 25. Mai 1735 in Nieder-Dirsdorf, Herzogtum Münsterberg; gest. 3. April 1807) war ein preußischer Landrat.

## Leben

Stammwappen derer von Pfeil

Carl Friedrich Graf von Pfeil und Klein-Ellguth war Angehöriger des alten schlesischen Adelsgeschlechts Pfeil und Klein-Ellguth. Er war der Sohn von Carl Friedrich von Pfeil (1695–1767), Erbherr auf Ober und Nieder-Dirsdorf, Baumgarten, Jexau, Groß Wilkau und dessen Ehefrau Juliane Sophie (1701–1793), geb. von Tschirschky und Bögendorf. Am 6. November 1750 immatrikulierte er sich an der Universität Halle für ein Studium der Rechtswissenschaften. 1758 wurde er zum Nachfolger von Conrad Adam von Schickfuß und Neudorff als Landrat des Kreises Nimptsch ernannt. Das Amt als Landrat übte er bis zu seinem Tod im Jahr 1807 aus.

## Familie

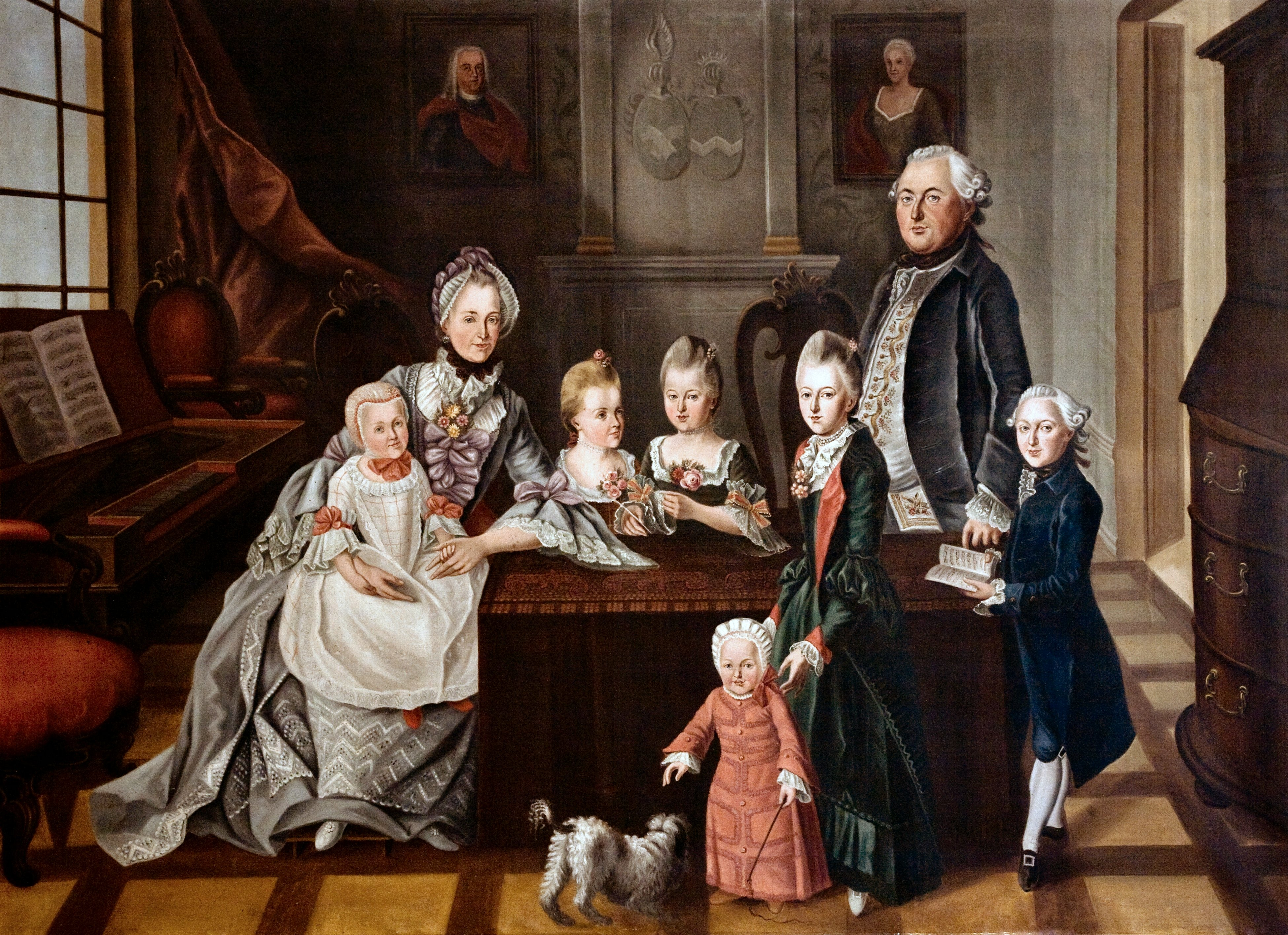
Familienbild der Grafen von Pfeil und Klein-Ellguth (gemalt 1771/72).

Carl Friedrich von Pfeil und Klein-Ellguth heiratete am 23. August 1758 Anna Eleonora Charlotte Friederike (1735–1813), Tochter des Grafen Carl Friedrich von Posadowsky. Aus dieser Ehe gingen folgende Kinder hervor:
- Charlotte Eleonore Sophie (* 1759; † 1759)
- Charlotte Maria Eleonore (1761–1825)
- Karl Friedrich (1762–1813)[1]
- Christiane Friederike (1764–1849)
- Juliane Henriette Eleonore (1765–1806)
- Sofie Elisabeth (1767–1848)
- Friedrich Ludwig Sigismund (1769–1844)[2]
- Karoline Luise Helene (* 1772)

## Erhebung in den Grafenstand
Am 15. Oktober 1786 wurde er mit seinem Stiefbruder Friedrich Ludwig von Pfeil und Klein-Ellguth (1741–1821) von Friedrich Wilhelm II. in den preußischen Grafenstand erhoben.